# 49e cérémonie des César
La 49e cérémonie des César du cinéma, organisée par l'Académie des arts et techniques du cinéma, se déroule à Paris, à l'Olympia, le 23 février 2024, et récompense les films sortis en France en 2023.

## Présentateurs et intervenants
Valérie Lemercier est choisie par l'Académie pour être la présidente de la cérémonie de cette année, après en avoir été la maîtresse de cérémonie à trois reprises (2006, 2007 et 2010).
Comme l'année précédente, la présentation est collégiale avec un ensemble de personnalités se succédant au fil de la cérémonie : Ariane Ascaride, Bérénice Bejo, Dali Benssalah, Juliette Binoche, Dany Boon, Bastien Bouillon, Audrey Diwan, Ana Girardot, Diane Kruger, Benoît Magimel, Paul Mirabel, Nadia Tereszkiewicz et Jean-Pascal Zadi.
Judith Godrèche, qui a porté plainte contre Benoît Jacquot et Jacques Doillon pour agressions sexuelles, dénonce « l'omerta » et « l'écrasement de la parole » face à l'emprise et aux violences sexuelles dans le cinéma et prononce un discours pour évoquer « son expérience de jeune fille abusée par des réalisateurs » et la place des femmes dans le cinéma en général,. Elle déclare, estimant que les acteurs français ne se manifestent pas suffisamment sur le sujet : « Depuis quelque temps, je parle, je parle, mais je ne vous entends pas. Où êtes-vous ? Que dites-vous ? »,.
Par ordre d'apparition :
- Valérie Lemercier, présidente de la cérémonie
- Marie-Christine Barrault et Alice Isaaz, pour la remise du César de la meilleure actrice dans un second rôle, du César de la meilleure adaptation et du César des meilleurs costumes.
- Ana Girardot et Jean-Pascal Zadi, pour la remise du César des meilleurs décors, du César du meilleur son et du César du meilleur premier film.
- Judith Godrèche pour délivrer un discours de soutien aux femmes et jeunes filles victimes de violences dans le cinéma.
- Ariane Ascaride et Bérénice Bejo, pour la remise du César du meilleur court-métrage d'animation et du César du meilleur film d'animation.
- Nadia Tereszkiewicz et Bastien Bouillon, pour la remise du César de la révélation féminine et du César de la révélation masculine.
- Valérie Lemercier, puis Marion Cotillard, pour la remise du César d'honneur à Christopher Nolan.
- Paul Mirabel, pour la remise du César du meilleur court-métrage de fiction, du César des meilleurs effets visuels, rejoint par Kad Merad pour la remise du César du meilleur acteur dans un second rôle.
- Hommage aux disparus de l'année, dont Micheline Presle, Guy Marchand et Jane Birkin, en musique par Sofiane Pamart.
- Sofiane Pamart, pour la remise du César de la meilleure musique.
- Dali Benssalah et Audrey Diwan, pour la remise du César du meilleur scénario original, du César du meilleur court-métrage documentaire et du César du meilleur documentaire.
- Jamel Debbouze, pour la remise du César d'honneur à Agnès Jaoui.
- Golshifteh Farahani, pour la remise du César du meilleur film étranger.
- Dany Boon et Diane Kruger, pour la remise du César de la meilleure photographie, du César du meilleur montage et du César de la meilleure réalisation.
- Benoît Magimel, pour la remise du César du meilleur acteur.
- Juliette Binoche, pour la remise du César de la meilleure actrice.
- Valérie Lemercier, pour la remise du César du meilleur film.

## Palmarès

### Meilleur film
- Anatomie d'une chute de Justine Triet, produit par Marie-Ange Luciani et David Thion
  - Chien de la casse de Jean-Baptiste Durand, produit par Anaïs Bertrand
  - Je verrai toujours vos visages de Jeanne Herry, produit par Hugo Sélignac et Alain Attal
  - Le Procès Goldman de Cédric Kahn, produit par Benjamin Elalouf
  - Le Règne animal de Thomas Cailley, produit par Pierre Guyard

### Meilleure réalisation
- Justine Triet pour Anatomie d'une chute
  - Catherine Breillat pour L'Été dernier
  - Thomas Cailley pour Le Règne animal
  - Jeanne Herry pour Je verrai toujours vos visages
  - Cédric Kahn pour Le Procès Goldman

### Meilleur acteur
- Arieh Worthalter pour son rôle de Pierre Goldman dans Le Procès Goldman
  - Romain Duris pour son rôle de François Marindaze dans Le Règne animal
  - Benjamin Lavernhe pour son rôle de l'abbé Pierre dans L'Abbé Pierre : Une vie de combats
  - Melvil Poupaud pour son rôle de Grégoire Lamoureux dans L'Amour et les Forêts
  - Raphaël Quenard pour son rôle de Yannick dans Yannick

### Meilleure actrice
- Sandra Hüller pour son rôle de Sandra Voyter dans Anatomie d'une chute
  - Marion Cotillard pour son rôle de Carole Achache dans Little Girl Blue
  - Léa Drucker pour son rôle d'Anne dans L'Été dernier
  - Virginie Efira pour son rôle de Blanche Renard / Rose Renard dans L'Amour et les Forêts
  - Hafsia Herzi pour son rôle de Lydia dans Le Ravissement

### Meilleur acteur dans un second rôle
- Swann Arlaud pour son rôle de  Me Vincent Renzi dans Anatomie d'une chute
  - Anthony Bajon pour son rôle de Dog dans Chien de la casse
  - Arthur Harari pour son rôle de maître Georges Kiejman dans Le Procès Goldman
  - Pio Marmaï pour son rôle de Paul Rivière dans Yannick
  - Antoine Reinartz pour son rôle de l'avocat général dans Anatomie d'une chute

### Meilleure actrice dans un second rôle
- Adèle Exarchopoulos pour son rôle de Chloé Delarme dans Je verrai toujours vos visages
  - Leïla Bekhti pour son rôle de Nawelle dans Je verrai toujours vos visages
  - Galatéa Bellugi pour son rôle d'Elsa dans Chien de la casse
  - Élodie Bouchez pour son rôle de Judith dans Je verrai toujours vos visages
  - Miou-Miou pour son rôle de Sabine dans Je verrai toujours vos visages

### Meilleure révélation féminine
- Ella Rumpf pour son rôle de Marguerite Hoffmann dans Le Théorème de Marguerite
  - Céleste Brunnquell pour son rôle de Rosa Gravier dans La Fille de son père
  - Kim Higelin pour son rôle de Vanessa Springora (adolescente) dans Le Consentement
  - Suzanne Jouannet pour son rôle de Sophie Vasseur dans La Voie royale
  - Rebecca Marder pour son rôle de Madeleine Pastor dans De grandes espérances

### Meilleure révélation masculine
- Raphaël Quenard pour son rôle de Mirales dans Chien de la casse
  - Julien Frison pour son rôle de Lucas Savelli dans Le Théorème de Marguerite
  - Paul Kircher pour son rôle d'Émile Marindaze dans Le Règne animal
  - Samuel Kircher pour son rôle de Théo dans L'Été dernier
  - Milo Machado-Graner pour son rôle de Daniel Maleski dans Anatomie d'une chute

### Meilleur scénario original
- Justine Triet et Arthur Harari pour Anatomie d'une chute
  - Jean-Baptiste Durand pour Chien de la casse
  - Jeanne Herry pour Je verrai toujours vos visages
  - Nathalie Hertzberg et Cédric Kahn pour Le Procès Goldman
  - Thomas Cailley et Pauline Munier pour Le Règne animal

### Meilleure adaptation
- Valérie Donzelli et Audrey Diwan pour L'Amour et les Forêts
  - Vanessa Filho pour Le Consentement
  - Catherine Breillat pour L'Été dernier

### Meilleure musique originale
- Andrea Laszlo De Simone pour Le Règne animal
  - Gabriel Yared pour L'Amour et les Forêts
  - Delphine Malausséna pour Chien de la casse
  - Vitalic pour Disco Boy
  - Guillaume Roussel pour Les Trois Mousquetaires : D'Artagnan et Les Trois Mousquetaires : Milady

### Meilleur son
- Fabrice Osinski, Raphaël Sohier, Matthieu Fichet et Niels Barletta pour Le Règne animal
  - Julien Sicart, Fanny Martin, Jeanne Deplancq et Olivier Goinard pour Anatomie d'une chute
  - Rémi Daru, Guadalupe Cassius, Loïc Prian et Marc Doisne pour Je verrai toujours vos visages
  - Erwan Kerzanet, Sylvain Malbrant et Olivier Guillaume pour Le Procès Goldman
  - David Rit, Gwennolé Le Borgne, Olivier Touche, Cyril Holtz et Niels Barletta pour Les Trois Mousquetaires : D'Artagnan et Les Trois Mousquetaires : Milady

### Meilleure photographie
- David Cailley pour Le Règne animal
  - Simon Beaufils pour Anatomie d'une chute
  - Jonathan Ricquebourg pour La Passion de Dodin Bouffant
  - Patrick Ghiringhelli pour Le Procès Goldman
  - Nicolas Bolduc pour Les Trois Mousquetaires : D'Artagnan et Les Trois Mousquetaires : Milady

### Meilleur montage
- Laurent Sénéchal pour Anatomie d'une chute
  - Francis Vesin pour Je verrai toujours vos visages
  - Valérie Loiseleux pour Little Girl Blue
  - Yann Dedet pour Le Procès Goldman
  - Lilian Corbeille pour Le Règne animal

### Meilleurs costumes
- Ariane Daurat pour Le Règne animal
  - Jürgen Doering pour Jeanne du Barry
  - Pascaline Chavanne pour Mon crime
  - Tran Nu Yên Khê pour La Passion de Dodin Bouffant
  - Thierry Delettre pour Les Trois Mousquetaires : D'Artagnan et Les Trois Mousquetaires : Milady

### Meilleurs décors
- Stéphane Taillasson pour Les Trois Mousquetaires : D'Artagnan et Les Trois Mousquetaires : Milady
  - Emmanuelle Duplay pour Anatomie d'une chute
  - Angelo Zamparutti pour Jeanne du Barry
  - Toma Baquéni pour La Passion de Dodin Bouffant
  - Julia Lemaire pour Le Règne animal

### Meilleurs effets visuels
- Cyrille Bonjean, Bruno Sommier et Jean-Louis Autret pour Le Règne animal
  - Thomas Duval pour Acide
  - Lise Fischer et Cédric Fayolle pour La Montagne
  - Olivier Cauwet pour Les Trois Mousquetaires : D'Artagnan et Les Trois Mousquetaires : Milady
  - Léo Ewald pour Vermines

### Meilleur court-métrage d'animation
- Été 96 de Mathilde Bédouet, produit par Ninon Chapuis, Thibault de Gantès, Lucas Le Postec et Simon Ingelaere
  - Drôles d'oiseaux de Charlie Belin, produit par Virginie Giachino et Jean-Stéphane Michaux
  - La Forêt de mademoiselle Tang de Denis Do, produit par Sébastien Onomo

### Meilleur court-métrage documentaire
- La Mécanique des fluides de Gala Hernández López, produit par Ninon Chapuis, Thibault de Gantès et Lucas Le Postec
  - L'Acteur de Hugo David et Raphaël Quenard, produit par Anaïs Bertrand et Raphaël Quenard
  - L'Effet de mes rides de Claude Delafosse, produit par Yves Bouveret

### Meilleur court-métrage de fiction
- L'Attente d'Alice Douard, produit par Marie Boitard et Alice Douard
  - Boléro de Nans Laborde-Jourdàa, produit par Margaux Lorier
  - Rapide de Paul Rigoux, produit par Anne Luthaud
  - Les Silencieux de Basile Vuillemin, produit par Thomas Guentch

### Meilleur film d'animation
- Linda veut du poulet ! de Chiara Malta et Sébastien Laudenbach, produit par Marc Irmer, Emmanuel-Alain Raynal et Pierre Baussaron
  - Interdit aux chiens et aux Italiens d'Alain Ughetto, produit par Alexandre Cornu, Jean-François Le Corre et Mathieu Courtois
  - Mars Express de Jérémie Périn, produit par Didier Creste

### Meilleur film documentaire
- Les Filles d'Olfa de Kaouther Ben Hania, produit par Nadim Cheikhrouha
  - Atlantic Bar de Fanny Molins, produit par Chloé Servel et Nicolas Tiry
  - Little Girl Blue de Mona Achache, produit par Laetitia Gonzalez et Yaël Fogiel
  - Notre corps de Claire Simon, produit par Kristina Larsen
  - Sur l'Adamant de Nicolas Philibert, produit par Miléna Poylo, Gilles Sacuto et Céline Loiseau

### Meilleur premier film
- Chien de la casse de Jean-Baptiste Durand, produit par Anaïs Bertrand
  - Bernadette de Léa Domenach, produit par Antoine Rein et Fabrice Goldstein
  - Le Ravissement de Iris Kaltenbäck, produit par Alice Bloch et Thierry de Clermont-Tonnerre
  - Vermines de Sébastien Vaniček, produit par Harry Tordjman
  - Vincent doit mourir de Stéphan Castang, produit par Thierry Lounas et Claire Bonnefoy

### Meilleur film étranger
- Simple comme Sylvain de Monia Chokri •  Canada et  France (en français québécois)
  - L'Enlèvement de Marco Bellocchio •  Italie (en italien)
  - Les Feuilles mortes d'Aki Kaurismäki •  Finlande (en finnois)
  - Oppenheimer de Christopher Nolan •  États-Unis et  Royaume-Uni (en anglais)
  - Perfect Days de Wim Wenders •  Allemagne et  Japon (en japonais)

### César des lycéens
- Je verrai toujours vos visages de Jeanne Herry, produit par Hugo Sélignac et Alain Attal
  - Anatomie d'une chute de Justine Triet, produit par Marie-Ange Luciani et David Thion
  - Chien de la casse de Jean-Baptiste Durand, produit par Anaïs Bertrand
  - Le Procès Goldman de Cédric Kahn, produit par Benjamin Elalouf
  - Le Règne animal de Thomas Cailley, produit par Pierre Guyard

### César d'honneur
Deux personnalités sont récompensées d'un César d'honneur :
- Agnès Jaoui
- Christopher Nolan

## Statistiques

### Nominations multiples
- 13 : Le Règne animal
- 12 : Anatomie d'une chute
- 10 : Je verrai toujours vos visages
- 09 : Le Procès Goldman
- 08 : Chien de la casse
- 06 : Les Trois Mousquetaires : D'Artagnan et Les Trois Mousquetaires : Milady
- 04 : L'Été dernier et L'Amour et les Forêts
- 03 : Little Girl Blue et La Passion de Dodin Bouffant
- 02 : Le Consentement, Jeanne du Barry, Le Ravissement, Le Théorème de Marguerite, Vermines et Yannick

### Récompenses multiples
- 6 : Anatomie d'une chute
- 5 : Le Règne animal
- 2 : Chien de la casse, Je verrai toujours vos visages

### Autres statistiques
Pour la première fois dans l'histoire de la cérémonie, la catégorie du César de la meilleure réalisation comporte plus de femmes que d'hommes (3 réalisatrices nommées).
Justine Triet devient la deuxième femme à remporter le César de la meilleure réalisation après Tonie Marshall pour Vénus Beauté (Institut) en 2000. Comme cette dernière, elle réalise même un triplé en remportant aussi le prix du meilleur film et celui du meilleur scénario original.
Raphaël Quenard est nommé dans trois catégories différentes pour trois films distincts.

## Audiences
Diffusée en clair sur Canal+, la cérémonie réunit en moyenne 1,86 million de téléspectateurs, soit 11,8 % de part d'audience.